# (sic)nesses
A (sic)nesses a Slipknot amerikai metal zenekar negyedik videóalbuma, ami 2010. szeptember 28-án jelent meg. A dupla lemezes kiadás tartalmazza a Slipknot 2009-es Download fesztiválon lévő koncertjét és egy körülbelül háromnegyed órás összevágott videóanyagot kulisszák mögötti felvételekről, ezt a zenekar egyik tagja, Shawn Crahan készítette el. Továbbá még tartalmaz négy videóklipet a 2008-as All Hope Is Gone stúdiólemezükről. A Blu-ray kiadás 2012. július 31-én jelent meg.
Ez az album négy listán ért el helyezést: az ausztrál top 40 zenei DVD listán, a finn top 10 zenei DVD listán, a brit top 10 zenei DVD listán és az amerikai top videoalbum listán.

## Fordítás
Ez a szócikk részben vagy egészben a (sic)nesses című angol Wikipédia-szócikk ezen változatának fordításán alapul.  Az eredeti cikk szerkesztőit annak laptörténete sorolja fel. Ez a jelzés csupán a megfogalmazás eredetét és a szerzői jogokat jelzi, nem szolgál a cikkben szereplő információk forrásmegjelöléseként.